# Кук, Бенджамин (журналист)
Бенджамин Кук (англ. Benjamin Cook; род. 17 октября 1982 года) — британский журналист, писатель, регулярный автор статей в Radio Times и Doctor Who Magazine, нескольких репортажей для The Telegraph, TV Times, Filmstar, Cult Times, TV Zone и The Stage, автор книги Doctor Who: The New Audio Adventures — The Inside Story. В 2008 году издательство BBC Books опубликовало книгу Doctor Who: The Writer’s Tale, основанную на годичной переписке Кука со сценаристом «Доктора Кто» Расселлом Ти Дейвисом. В январе 2010 года обновленный материал книги, включая 350 страниц дополнительного материала, был выпущен в мягком переплёте под названием The Writer’s Tale: The Final Chapter.

## Ранняя жизнь
С 1994 по 1999 год Кук посещал школу Orleans Park School в Туикенеме. В 1996 году, в возрасте 13-ти лет, он выиграл конкурс BBC в рамках детской телепередачи Newsround; в интервью 2008 года Кук рассказал, что это был его первый писательский опыт. С 1999 по 2001 год он обучался в Richmond upon Thames College, а после, с 2002 по 2006 год — Collingwood College при Даремском университете, где изучал английскую литературу.

## Radio Times
Для журнала Radio Times Кук писал о подростковой драме телеканала E4 «Молокососы», шоу талантов телеканала ITV X Factor, коротком фэнтези-сериале Demons, шоу The Omid Djalili Show канала BBC, документальных программ Dan Cruickshank’s Adventures in Architecture и Wild China, комедийном сериале Comedy Central Kröd Mändoon and the Flaming Sword of Fire, а также о известных сериалах телеканала BBC — «Доктор Кто», «Приключения Сары Джейн», «Крошка Доррит», «Шпионы», «Мерлин» и др. В 2009 году Кук взял интервью у американского бой-бэнда Jonas Brothers, где те высказывались относительно споров насчет шуток британского комика Рассела Бренда о ношении популярного в Штатах «кольца непорочности». В следующем году Кук стал автором «первого Twitter-интервью» со Стивеном Фраем.

## Doctor Who Magazine
Впервые для журнала Doctor Who Magazine, посвящённого сериалу «Доктор Кто», Кук написал в марте 1999 года и с тех пор постепенно вошёл в число постоянных писателей. Его авторству принадлежат статьи о актёрах возрождённого сериала: Дэвиде Теннанте, Билли Пайпер, Кайли Миноуг и многих других, а также первое крупное интервью с одиннадцатым Доктором Мэттом Смитом. Кук также ведёт собственную регулярную колонку под названием Who on Earth is…. Он стал автором шести специальных выпусков журнала под названием DWM Special Editions, выходивших в период с 2005 по 2010 год под общим названием In Their Own Words, где были комментарии авторов сериала, информация о создании с 1963 по 2009 год, собранная из разных интервью, в том числе опубликованных ранее.
В 2002 году Куку удалось взять интервью у Кристофера Бейли — сценариста «Доктора Кто» в 1980-х годах, который практически не общается с прессой. Это вдохновило Роберта Шермана на написание аудиоспектакля по «Доктору Кто» под названием Deadline. В одном из интервью Шерман рассказал, что спектакль, по сути, основан на интервью Кука и информации, полученной им от Бейли, которая из-за того, что он не давал интервью в течение многих лет, оказалась ценной.
В феврале 2008 года Кук стал автором вызвавшего споры интервью с актёром Клайвом Свифтом, где тот перешёл на оскорбления, заявив, что ему не нравятся некоторые из вопросов Кука, а после чего просто прекратил интервью. Кук стал автором ещё одного снискавшего известность интервью, на этот раз с Дэвидом Теннантом в январе 2010 года, где тот высказывался относительно лейбористской и консервативной партий, бывшего премьер-министра Великобритании Гордона Брауна, действующего премьера Дэвида Кэмерона и своём голосе на выборах.

## The Writer’s Tale
В 2008 году издательство BBC Books опубликовало совместную книгу Бенджамина Кука и исполнительного продюсера и сценариста «Доктора Кто» Расселла Ти Дейвиса под названием Doctor Who: The Writer’s Tale, основанную на материалах электронной переписки Кука и Дэвиса в период с февраля 2007 по март 2008 года (во время съёмок 4 сезона сериала, ставшего последним для Дэвиса и десятого Доктора). Отрывки были опубликованы газетой The Times 16 и 17 сентября 2008 года, а сама книга была встречена положительными отзывами. В частности, в книгу вошли мысли Дэвиса в период написания сценария к финалу сезона, его наброски и объяснения некоторых моментов, не показанных в сериале или показанных незначительно.
В ноябре 2008 года британский теледуэт ведущих и колумнистов Джули Финниган и Ричарда Мэделея назвал книгу «революционной» и включили её в собственный Richard & Judy Book Club и выбрали для представления в рождественском выпуске телепрограммы. В июне 2009 года книга была номинирована на премию British Fantasy Awards в категории «Лучшая научно-фантастическая книга».
В январе 2010 года вышла книга The Writer’s Tale: The Final Chapter, являющаяся обновлённой версией The Writer’s Tale, с добавлением более, чем 300 страниц переписки Кука и Дэвиса в период съёмок спецвыпусков с сентября 2009 года и вплоть до окончания его срока на посту сценариста и продюсера сериала. Отзывы оказались прохладными, однако в целом благоприятными.
В интервью 2010 года Кук, отвечая на вопрос есть ли планы по проведению аналогичной переписки с текущим сценаристом «Доктора Кто» Стивеном Моффатом, рассказал:

На данный момент нет. Ну, не мной. Может, по электронной почте со Стивеном пообщается кто-нибудь другой. Слушайте, переписка по почте со мной не является обязательным условием приёма на работу нового шоураннера. Я не передаюсь по наследству от главного писателя к новому главному писателю, как рецепт супа или генетическое заболевание. The Writer’s Tale образовались случайно, в действительности, это был довольно естественный процесс в то время, когда вышло уже три серии под началом Рассела.— 

## Избранная библиография
- Cook, Benjamin (2003). Doctor Who: The New Audio Adventures — The Inside Story. Berkshire: Big Finish. ISBN 978-1-84435-034-6.
- Hickman, Clayton, ed. (2005), «Cook, Benjamin», Doctor Who Annual 2006, pp.47-52. Kent: Panini Books. ISBN 978-1-904419-73-0.
- Davies, Russell T; and Cook, Benjamin (2008). Doctor Who: The Writer’s Tale. London: BBC Books. ISBN 978-1-84607-571-1.
- Davies, Russell T; and Cook, Benjamin (2010). Doctor Who: The Writer’s Tale: The Final Chapter. London: BBC Books. ISBN 978-1-84607-861-3.
- Hickman, Clayton, ed. (2010), «Cook, Benjamin», The Brilliant Book of Doctor Who 2011, pp.104-107. London: BBC Books. ISBN 978-1-84607-991-7.
- Hickman, Clayton, ed. (2011), «Cook, Benjamin», The Brilliant Book of Doctor Who 2012, pp.10-14, 36-39, 64-67, 94-97, 154—159. London: BBC Books. ISBN 978-1-849-90230-4.